# 梓荫山摩崖石刻
29°57′31.8″N 121°42′59.5″E / 29.958833°N 121.716528°E
梓荫山摩崖石刻是浙江省宁波市一处摩崖石刻。石刻位于镇海区招宝山街道，镇海中学内的梓荫山东麓崖壁上。石刻为阴刻“惩忿窒欲”四字，语出《周易·损卦》“山下有泽，君子以惩忿窒欲”，面积6.4平方米，单字大小1.3米×1.25米，左侧落款“嘉定庚辰（1220年）山西冯枋书”，下有明嘉靖二十三年（1544年）周瑚诗，已漫漶不清。2023年9月1日，梓荫山摩崖石刻被列入宁波市文物保护单位。